# Палаццо Полі
Палаццо Полі (італ. Palazzo Poli) — палац у Римі, який перебудували у XVIII столітті, щоб слугував фоном для Фонтана Треві.

## Історія
Історія палаццо Полі сягає будівлі на Віа-деі-Крочіфері, яка спочатку належала Балдуїно делль-Монте. У 1566 році Леліо делл-Ангуїллара, герцог Чері, придбав палаццо в Дель-Монте й розпочав будівництво нового палаццо, назвавши його на свою честь «Палаццо Чері», для цього він найняв архітектора Мартіно Лонгі Старшого. У 1591 році архітектор Лонгі помер, і для завершення першопочаткового проєкту найняли архітектора Оттавіано Ноні.
Родина Борромео успадкувала Палаццо Чері і завершила кілька послідовних реставрацій та розширень палацу. Кінець кінцем 1678 року палац виставили на продаж. Палаццо придбала Лукреція Колонна, дружина герцога Полі — Джузеппе Лотаріо Конті. Після цього палац знову змінив назву на ту, яку він має нині — «Палаццо Конті-ді-Полі», або «Палаццо Полі». Родина Конті здійснила багато додаткових розширень, разом з купівлею та включенням до складу комплексу кількох сусідніх будівель, що створили площу Треві. Син Джузеппе Лотаріо — герцог Стефано Конті, у 1728—1730 роках провів ремонтні роботи в нових приєднаних частинах, розширивши палац до його остаточних меж, які виходять на площу Треві, закінчивши перебудову до початку робіт над фонтаном Треві у 1732 році.
Новий бароковий південний фасад будівлі у 1731 році замовили архітектору Ніколою Сальві. Він своєю чергою найняв для роботи над фасадом архітектора Луїджі Ванвітеллі. Для створення фону фонтану Ванвітеллі спроєктував для палацу новий монументальний фасад, що включав в себе величні коринфські пілястри, що з'єднували два основних поверхи палацу.
У 1808 році після смерті бездітного герцога Мікеланджело Конті, палац успадкував його двоюрідний брат, герцог Франческо Сфорца Кьєзаріні, який у 1812 році продав його Луїджі I Бонкомпаньї Людовізі.
Через 70 років комплекс будівель продали підприємцям-будівельникам Беллоні, Басеві та Віталі, які знесли найстарішу частину старого палацу Чері, вже частково руйновану під час будівництва Віа-дель-Тритоне. У 1888 році муніципалітет Риму експропріював вцілілу частину палацу Полі, щоб зберегти фонтан, і будівлю перетворили на адміністративну. У 1939 році її продали приватним особам в рахунок будівництва нових офісів на Віа-дель-Маре для офісів губернаторства. У 1978 році історичну будівлю придбав Туринський інститут Сан-Паоло і вона стала власністю італійської держави.

## У культурі
У 1819 році княгиня Зінаїда Волконська орендувала верхній поверх палацу. Гостями музичних вечорів і літературних читань, які організовувала княгиня, були Карл Брюллов, В. А. Жуковський, Федір Тютчев, Стендаль і Вальтер Скотт. Тут Микола Гоголь вперше читав уривки з «Мертвих душ».
У Палаццо Полі розташовується Центральний інститут графіки, у колекції музею якого знаходяться гравюри, датовані XVI століттям і по сьогодні.